# Rödpannad busktörnskata
Rödpannad busktörnskata (Telophorus dohertyi) är en fågel i familjen busktörnskator inom ordningen tättingar.

## Utseende och läte
Rödpannad busktörnskata är en vacker fågel med olivgön rygg, rött på strupen och i pannan, gul buk och ett svart bröstband. En sällsynt form finns där det röda är ersatt av gult. Lätet är en pigg serie återgiven som "chuwit-chuwit-chuwit".

## Utbredning och systematik
Fågeln förekommer i bergstrakter i Rwanda, Burundi, västra Uganda, östra Demokratiska republiken Kongo och västra Kenya. Den behandlas som monotypisk, det vill säga att den inte delas in i några underarter.

## Levnadssätt
Rödpannad busktörnskata hittas i undervegetation i bergsskogar. Där håller den sig dold och upptäcks ofta på lätet.

## Status
Arten har ett stort utbredningsområde och beståndet anses vara stabilt. Internationella naturvårdsunionen IUCN listar den därför som livskraftig (LC).

## Namn
Fågelns vetenskapliga artnamn hedrar William Doherty (1857-1901), amerikansk upptäcktsresande, entomolog, ornitolog och samlare av specimen i bl. a. Kenya.